# 拉尔夫·特恩格伦
拉尔夫·约翰·古斯塔夫·特恩格伦（瑞典語：Ralf Johan Gustaf Törngren，1899年3月1日—1961年5月16日，姓氏又译为陶格伦），芬兰政治家，所属党派为芬兰瑞典族人民党。他在1945至1955年年担任该党主席，在1954年5月5日至10月20日担任芬兰总理。在1956年的芬兰总统选举中，他获得了20张选举人票。
他62岁时在圖爾庫去世。2003年奥布学术大学设立了一项为纪念他的奖项。